# Unigine
Unigine Engine és programari intermediari (middleware en anglès) multiplataforma de gràfics per ordinador, desenvolupat per Unigine Corp. És utilitzat com a motor de videojocs o com a motor per a sistemes de realitat virtual, videojocs seriosos i visualització. El producte més famós és el programari comparatiu de Heaven DX11.
La característica més important d'Unigine és el seu renderitzador avançat que actualment suporta l'OpenGL 4.0 i el DirectX 11. El SDK d'Unigine s'actualitza mensualment.
Les demostracions de la tecnologia de Unigine Engine són incloses en les proves de comparatives de Phoronix Test Suite per a Linux i altres sistemes.

## Principals característiques
- Multiplataformes:
  - Microsoft Windows
  - Linux
  - Mac OS X
  - PlayStation 3
  - Android
  - iOS
- Renderitzador de múltiples API:
  - DirectX 9
  - DirectX 10
  - DirectX 11
  - OpenGL
  - OpenGL ES
- Suport de Shader Model 5.0 amb tessel·lació i DirectCompute per maquinari (com també l'OpenCL)
- Efectes visuals avançat: Screen Space Ambient Occlusion (SSAO), il·luminació global en temps real, Bokeh DoF
- Mòdul de física (detecció de col·lisions, física de cossos rígids, destrucció dinàmica d'objectes, rag doll, cloth, fluid buoyancy, camps de força, temps invers)
- Motor de terreny i vegetació
- Scripting a través del llenguatge de programació UnigineScript (orientat a objectes, sintaxi semblant al C++)
- Mòdul integrat de camins
- Interfície d'usuari en 3D interactiu
- Reproducció de vídeo utilitzant el còdec Theora
- Sistema de so basat en OpenAL
- Editor visual de mons

## Altres característiques
- Precisió doble de coordenades
- 3D estereoscòpic:
  - Anàglif
  - NVIDIA 3D Vision
  - iZ3D
  - Sortida d'imatges per separat
- Suport per a diversos dispositius amb projeccions asimètriques (CAVE, supervisador de parets)

## Història
Les arrels d'Unigine venen amb el projecte de codi obert anomenat Frustum, que va ser iniciat el 2002 per Alexander "Frustum" Zaprjagaev, que és actualment un cofundador (juntament amb Denis Shergin, CEO) i el CTO d'Unigine Corp, i és el cap de desenvolupadors del motor Unigine. El nom "Unigine" significa "motor universal" o "motor únic".

## Projectes basats en l'Unigine
Hi ha més de 80 llicències de l'Unigine. El juliol del 2010, Unigine va anunciar que s'estava treballant en un títol d'estratègia, i per setembre del mateix any va anunciar que es tractava d'un videojoc d'estratègia naval anomenat OilRush. Unigine Corp també està desenvolupant un videojoc d'acció, que és actualment en desenvolupament però en segon pla fins que es publiqui l'OilRush.

### Videojocs
- Oil Rush - publicat el 25 de gener del 2012[9]
- Dilogus: The Winds of War - en desenvolupament
- Syndicates of Arkon MMORPG - publicat el 2010

### Altres
- Comparador Heaven DX11 (el primer videojoc/comparador de DirectX 11)
- Comparador Tropics GPU
- Comparador Sanctuary GPU
- Llista completa de projectes anunciats

## Competició de videojocs per a Linux
El 25 de novembre de 2010, Unigine Corp va anunciar una competició per donar suport al desenvolupament de videojocs per a Linux. Van estar d'acord a cedir una llicència lliure del motor Unigine a qualsevol que vulgui desenvolupar i llançar un joc amb un client natiu de Linux, encara que també es donaria a l'equip una llicència de Windows. El concurs es va estendre fins al 10 de desembre de 2010, amb una considerable quantitat de projectes presentats. A causa de la inesperada resposta, Unigine va decidir ampliar l'oferta als tres millors candidats, amb una llicència completa d'Unigine per a cadascú. Els guanyadors van ser anunciats el 13 de desembre de 2010, i els desenvolupadors seleccionats van ser Kot-in-Action Creative Artel (que van desenvolupar anteriorment Steel Storm), Gamepulp (que van intentar realitzar un videojoc de plataformes amb trencaclosques) i MED-ART (que havia treballat prèviament en Painkiller: Resurrection).